# Edensermolen
Edensermolen – wiatrak w miejscowości Iens, w gminie Littenseradeel, w prowincji Fryzja, w Holandii. Młyn wzniesiono w 1847 r. Był restaurowany w latach 1958 i 1995. Posiada on dwa piętra, przy czym powstał na jednopiętrowej bazie. Jego śmigła mają rozpiętość 10,00 m. Wiatrak służy głównie do pompowania wody za pomocą śruby Archimedesa.